# Гольцен
Гольцен (нім. Holzen) — громада в Німеччині, розташована в землі Нижня Саксонія. Входить до складу району Гольцмінден. Складова частина об'єднання громад Ешерсгаузен-Штадтольдендорф.
Площа — 7 км2. Населення становить 511 ос. (станом на 31 грудня 2021).